# ناظم صادقوف
ناظم صادقوف (بالأذرية: Nazim Sadıxov؛ مواليد 16 مايو 1994) هو مُقاتل فنون قتالية مختلطة أذربيجاني.

## وصلات خارجية
- هذه المقالة لا تملك بيانات على ويكي بيانات